# Stylosanthes fruticosa
Stylosanthes fruticosa es una especie de planta floral del género Stylosanthes, categorizada en la tribu Dalbergieae, de la subfamilia Faboideae.

## Distribución
Especie nativa de Angola, Benín, Botsuana, Burkina Faso, Burundi, Camerún, Cabo Verde, Chad, Congo, Eritrea, Etiopía, Gabón, Gambia, Ghana, Guinea, Guinea-Bisáu, India, Costa de Marfil, Kenia, Madagascar, Malaui, Mali, Mauritania, Mozambique, Birmania, Namibia, Níger, Nigeria, Omán, Ruanda, Arabia Saudita, Senegal, Somalia, Sri Lanka, Sudán, Suazilandia, Tanzania, Togo, Uganda, Yemen, Zambia, Zaire y Zimbabue. Crece en el bioma tropical.

## Taxonomía
Fue descrita por (Retz.) Alston.
Tratamiento taxonómico
La especie aparece registrada y publicada en H.Trimen, Handb. Fl. Ceylon 6(Suppl.): 77 (1931).